# Альберто Сапатер
Альберто Сапатер (ісп. Alberto Zapater, нар. 13 червня 1985, Ехеа-де-лос-Кабальєрос) — іспанський футболіст, півзахисник клубу «Реал Сарагоса».

## Клубна кар'єра
Народився 13 червня 1985 року в місті Ехеа-де-лос-Кабальєрос. Вихованець юнацьких команд футбольних клубів «Ехеа» та «Реал Сарагоса». У дорослому футболі дебютував 2004 року виступами за головну команду останнього клубу, в якій видиграв чотири сезони в Прімері, після чого команда вибула до Сегунди, де півзахисник відіграв ще один сезон. За цей час взяв участь у 177 матчах чемпіонату.
Сезон 2010/11 відіграв за італійський «Дженоа», після чого протягом року грав за лісабонський «Спортінг».
Влітку 2011 року на правах вільного агента уклав п'ятирічний контракт з московським «Локомотивом». Протягом першого сезону в Росії регулярно отримавув ігровий час, після чого перестав потрапляти не лише до стартового складу, але й до заявки на ігри. На початку 2014 року вже був остаточно переведений до команди дублерів, а влітку 2015 року контракт гравця було передчасно розірвано.
Влітку 2016 року після дворічної перерви у виступах відновив ігрову кар'єру, уклавши дворічний контракт з рідним «Реал Сарагоса», який згодом подовжувався.

## Виступи за збірні
2005 виступав у складі юнацької збірної Іспанії (U-20). Був учасником тогорічного молодіжного чемпіонату світу, де виходив на поле в усіх іграх іспанців і відзначився голом у чвертьфінальній грі проти аргентинців, яку його команда утім програла 1:3 і вибула з боротьби.
Протягом 2004–2006 років залучався до складу молодіжної збірної Іспанії. На молодіжному рівні зіграв у 14 офіційних матчах.

## Статистика виступів

### Статистика клубних виступів
Станом на 11 травня 2021
| Сезон                     | Команда                   | Чемпіонат                 | Чемпіонат | Чемпіонат | Національний кубок | Національний кубок | Національний кубок | Континентальні кубки | Континентальні кубки | Континентальні кубки | Інші змагання | Інші змагання | Інші змагання | Усього | Усього |
| Сезон                     | Команда                   | Ліга                      | Ігор      | Голів     | Ліга               | Ігор               | Голів              | Ліга                 | Ігор                 | Голів                | Ліга          | Ігор          | Голів         | Ігор   | Голів  |
| ------------------------- | ------------------------- | ------------------------- | --------- | --------- | ------------------ | ------------------ | ------------------ | -------------------- | -------------------- | -------------------- | ------------- | ------------- | ------------- | ------ | ------ |
| 2004–05                   | «Реал Сарагоса»           | ПД                        | 31        | 1         | КІ                 | 1                  | 1                  | КУЄФА                | 8                    | 0                    | СІ            | 2             | 0             | 42     | 2      |
| 2005–06                   | «Реал Сарагоса»           | ПД                        | 35        | 0         | КІ                 | 9                  | 0                  | -                    | -                    | -                    | -             | -             | -             | 44     | 0      |
| 2006–07                   | «Реал Сарагоса»           | ПД                        | 36        | 0         | КІ                 | 3                  | 0                  | -                    | -                    | -                    | -             | -             | -             | 39     | 0      |
| 2007–08                   | «Реал Сарагоса»           | ПД                        | 36        | 2         | КІ                 | 4                  | 0                  | КУЄФА                | 2                    | 0                    | -             | -             | -             | 42     | 2      |
| 2008–09                   | «Реал Сарагоса»           | СД                        | 39        | 2         | КІ                 | 1                  | 0                  | -                    | -                    | -                    | -             | -             | -             | 40     | 2      |
| 2009–10                   | «Дженоа»                  | A                         | 28        | 3         | КІ                 | 1                  | 0                  | ЛЄ                   | 7                    | 1                    | -             | -             | -             | 36     | 4      |
| 2010–11                   | «Спортінг» (Лісабон)      | ПЛ                        | 22        | 2         | КП+КПЛ             | 1+3                | 0+2                | ЛЄ                   | 8                    | 0                    | -             | -             | -             | 34     | 4      |
| 2011–12                   | «Локомотив» (Москва)      | ПЛ                        | 21        | 0         | КР                 | 2                  | 0                  | ЛЄ                   | 9                    | 0                    | -             | -             | -             | 32     | 1      |
| 2012–13                   | «Локомотив» (Москва)      | ПЛ                        | 5         | 0         | КР                 | 0                  | 0                  | -                    | -                    | -                    | -             | -             | -             | 5      | 0      |
| 2013–14                   | «Локомотив» (Москва)      | ПЛ                        | 1         | 0         | КР                 | 0                  | 0                  | -                    | -                    | -                    | -             | -             | -             | 1      | 0      |
| 2014–15                   | «Локомотив» (Москва)      | ПЛ                        | 0         | 0         | КР                 | 0                  | 0                  | -                    | -                    | -                    | -             | -             | -             | 0      | 0      |
| Усього за «Локомотив»     | Усього за «Локомотив»     | Усього за «Локомотив»     | 27        | 1         |                    | 2                  | 0                  |                      | 9                    | 0                    |               | -             | -             | 38     | 1      |
| 2016–17                   | «Реал Сарагоса»           | СД                        | 42        | 0         | КІ                 | 0                  | 0                  | -                    | -                    | -                    | -             | -             | -             | 42     | 0      |
| 2017–18                   | «Реал Сарагоса»           | СД                        | 39+2      | 4+1       | КІ                 | 3                  | 0                  | -                    | -                    | -                    | -             | -             | -             | 44     | 5      |
| 2018–19                   | «Реал Сарагоса»           | СД                        | 26        | 0         | КІ                 | 0                  | 0                  | -                    | -                    | -                    | -             | -             | -             | 26     | 0      |
| Усього за «Реал Сарагоса» | Усього за «Реал Сарагоса» | Усього за «Реал Сарагоса» | 284+2     | 9+1       |                    | 21                 | 1                  |                      | 10                   | 0                    |               | 2             | 0             | 319    | 11     |
| Усього за кар'єру         | Усього за кар'єру         | Усього за кар'єру         | 361+2     | 16        |                    | 28                 | 3                  |                      | 34                   | 1                    |               | 2             | 0             | 427    | 20     |

## Титули і досягнення
- Володар Суперкубка Іспанії з футболу (1):

«Реал Сарагоса»: 2004